# Kosuke Masutani
Kosuke Masutani (増谷 幸祐 Masutani Kosuke?,  Hiroshima, 1 de julio de 1993) es un futbolista japonés que juega como defensa en el F. C. Ryukyu de la J3 League.

## Trayectoria

### Clubes
| Club                     | País  | Año       |
| ------------------------ | ----- | --------- |
| F. C. Ryukyu             | Japón | 2016-2019 |
| Fagiano Okayama (cedido) | Japón | 2019      |
| Fagiano Okyama           | Japón | 2020-2021 |
| Gainare Tottori          | Japón | 2022-2023 |
| F. C. Ryukyu             | Japón | 2024-     |